# كيسوكي شينوهارا
كيسوكي شينوهارا (باليابانية: 篠原敬介؛ بالكانا: しのはら けいすけ) هو موزع وملحن ياباني، ولد في 12 يونيو 1959 في سوغينامي في اليابان، وتوفي في 17 أغسطس 2011.